# (8536) Måns
8536 Mans (1993 FK23) – planetoida z pasa głównego asteroid okrążająca Słońce w ciągu 5,24 lat w średniej odległości 3,01 au. Odkryta 21 marca 1993 roku. Nazwana na cześć bohatera serii książek o Filonku Bezogonku, kota Monsa (szw. Måns).